# Køge állomás
Køge állomás vasútállomás Dániában, Køge városban. Egyike Dánia legforgalmasabb 30 állomásának.

## Vasútvonalak
Az állomást az alábbi vasútvonalak érintik:
- Køgebugtbanen
- Roskilde–Næstved-vasútvonal
- Østbanen

## Kapcsolódó állomások
A vasútállomáshoz az alábbi állomások vannak a legközelebb:
- Herfølge Station (Næstved Station, Roskilde–Næstved-vasútvonal)
- Ølby vasútállomás (Koppenhága főpályaudvar, Køgebugtbanen)
- Egøje Station (Faxe Ladeplads Station, Rødvig Station, Østbanen)
- Ølby vasútállomás (Holte vasútállomás, E)